# 配偶者控除
配偶者控除（はいぐうしゃこうじょ）とは、日本において、収入のない又は少ない配偶者がいる場合に認められる税金の控除制度。
日本の配偶者控除制度は、年収の少ない配偶者の存在を理由に行われる個人単位課税であり、イギリスにおける婚姻控除、アメリカ、ドイツにおける夫婦単位課税（二分二乗方式）、フランスにおける世帯単位課税（N分N乗方式）とは異なる制度である。
過去には、配偶者が扶養の条件を外れることによって世帯単位の手取りが急減する年収の壁が存在した。（→年収の壁#配偶者控除）

## 制度の内容
日本の所得税及び個人住民税において、納税者が控除対象配偶者を有する場合に、所定の控除額が納税者の総所得金額等から控除される。所得控除であり、人的控除である。（所得税法第83条・租税特別措置法第41条の16及び地方税法第314条の2）

年末調整にて提出するマル基配所（旧様式）。

### 配偶者の要件
控除対象配偶者の身分要件は、その年12月31日現在（死亡時はその時の現況）で、次のすべてに該当するものである。
- 納税者と婚姻して生計を一にする者であること。
- 青色申告者の青色事業専従者として給与の支払を受ける者、白色申告者の事業専従者ではないこと。
- 配偶者の合計所得金額が58万円（給与所得のみの場合、給与収入123万円）以下であること（令和7年12月以後に適用）。
  - 2019年分までは、配偶者の合計所得金額が38万円（給与所得のみの場合、給与収入103万円）以下であること。
  - 2020～2024年分は、配偶者の合計所得金額が48万円（給与所得のみの場合、給与収入103万円）以下であること。

なお、2018年（平成30年）分所得税から、納税者本人の合計所得金額が1,000万円を超えると、控除対象配偶者を外されて控除を受けられない。

### 配偶者特別控除
配偶者特別控除は、所得が配偶者控除における被扶養要件となる金額を超えた場合、配偶者等の所得における控除額を段階的に減らすようにする制度。これにより配偶者控除による年収の壁は解消されたとされる。
以下の身分要件（その年12月末日現在、死亡時はその時の現況）のすべてを満たすことで特別控除が受けられる。（所得税法第83条の2）
- 納税者と婚姻して生計を一にする者であること。
- 青色申告者の青色事業専従者として給与の支払を受ける者、白色申告者の事業専従者ではないこと。
- 配偶者の合計所得金額が58万円を超え、133万円（給与所得のみの場合、給与収入201万5,999円）以下であること。
  - 2017年分までは、配偶者の合計所得金額が38万円を超え、76万円未満であること。
  - 2018・2019年分は、配偶者の合計所得金額が38万円を超え、123万円（給与所得のみの場合、給与収入201万5,999円）以下であること。
  - 2020～2024年分は、配偶者の合計所得金額が48万円を超え、133万円（給与所得のみの場合、給与収入201万5,999円）以下であること。

なお、納税者本人の合計所得金額が1,000万円を超える場合、配偶者が配偶者特別控除を適用している場合、配偶者が納税者を源泉控除対象配偶者にした上で確定申告不要を適用するなどの場合（2020年分以後）には、控除を受けることが出来ない。

### 控除額
| 配偶者の合計所得金額                          | 控除額                                                             | 控除額                                      | 控除額                                        | 控除額                                               |
| 配偶者の合計所得金額                          | 納税者の合計所得金額が 900万円以下                                 | 納税者の合計所得金額が 900万円超950万円以下 | 納税者の合計所得金額が 950万円超1,000万円以下 | 納税者の合計所得金額が 1,000万円超                   |
| 配偶者控除                                    | 配偶者控除                                                         | 配偶者控除                                  | 配偶者控除                                    | 配偶者控除                                           |
| --------------------------------------------- | ------------------------------------------------------------------ | ------------------------------------------- | --------------------------------------------- | ---------------------------------------------------- |
| 58万円以下 （一般の控除対象配偶者：70歳未満） | 38万円（住民税：33万円） （源泉控除対象配偶者） （同一生計配偶者） | 26万円（住民税：22万円） （同一生計配偶者） | 13万円（住民税：11万円） （同一生計配偶者）   | 0円 （控除対象配偶者を外され、 0同一生計配偶者のみ） |
| 58万円以下 （老人控除対象配偶者：70歳以上）   | 48万円（ 〃 38万円） （源泉控除対象配偶者） （同一生計配偶者）     | 32万円（ 〃 26万円） （同一生計配偶者）     | 16万円（ 〃 13万円） （同一生計配偶者）       | 0円 （控除対象配偶者を外され、 0同一生計配偶者のみ） |
| 配偶者特別控除                                |                                                                    |                                             |                                               |                                                      |
| 58万円超95万円以下                            | 38万円（住民税：33万円） （源泉控除対象配偶者）                    | 26万円（住民税：22万円）                    | 13万円（住民税：11万円）                      | 0円                                                  |
| 95万円超100万円以下                           | 36万円（ 〃 33万円）                                               | 24万円（ 〃 22万円）                        | 12万円（ 〃 11万円）                          | 0円                                                  |
| 100万円超105万円以下                          | 31万円（ 〃 同額）                                                 | 21万円（ 〃 同額）                          | 11万円（ 〃 同額）                            | 0円                                                  |
| 105万円超110万円以下                          | 26万円（ 〃 同額）                                                 | 18万円（ 〃 同額）                          | 09万円 （ 〃 同額）                           | 0円                                                  |
| 110万円超115万円以下                          | 21万円（ 〃 同額）                                                 | 14万円（ 〃 同額）                          | 07万円 （ 〃 同額）                           | 0円                                                  |
| 115万円超120万円以下                          | 16万円（ 〃 同額）                                                 | 11万円（ 〃 同額）                          | 06万円 （ 〃 同額）                           | 0円                                                  |
| 120万円超125万円以下                          | 11万円（ 〃 同額）                                                 | 08万円 （ 〃 同額）                         | 04万円 （ 〃 同額）                           | 0円                                                  |
| 125万円超130万円以下                          | 06万円 （ 〃 同額）                                                | 04万円 （ 〃 同額）                         | 02万円 （ 〃 同額）                           | 0円                                                  |
| 130万円超133万円以下                          | 03万円 （ 〃 同額）                                                | 02万円 （ 〃 同額）                         | 01万円 （ 〃 同額）                           | 0円                                                  |

　　※　2018・2019年分では、上記「配偶者の合計所得金額」の区分が、各10万円ずつ繰り下がる（58万円は38万円）。
　　※　2020～2024年分では、上記「配偶者の合計所得金額」欄の58万円は、48万円となる。
| 対象者                         | 配偶者控除の控除額       |
| ------------------------------ | ------------------------ |
| 一般の控除対象配偶者：70歳未満 | 38万円（住民税：33万円） |
| 老人控除対象配偶者：70歳以上   | 48万円（ 〃 38万円）     |
| 配偶者の合計所得金額           | 配偶者特別控除の控除額   |
| 38万円超40万円未満             | 38万円（住民税：33万円） |
| 40万円以上45万円未満           | 36万円（ 〃 33万円）     |
| 45万円以上50万円未満           | 31万円（ 〃 同額）       |
| 50万円以上55万円未満           | 26万円（ 〃 同額）       |
| 55万円以上60万円未満           | 21万円（ 〃 同額）       |
| 60万円以上65万円未満           | 16万円（ 〃 同額）       |
| 65万円以上70万円未満           | 11万円（ 〃 同額）       |
| 70万円以上75万円未満           | 06万円（ 〃 同額）       |
| 75万円以上76万円未満           | 03万円（ 〃 同額）       |

### 注意点
- 2018年（平成30年）1月以降の給与等に係る源泉所得税では、「控除対象配偶者」ではなく、「源泉控除対象配偶者」に該当する場合に扶養親族等の数に算入される。また、障害者である配偶者が「同一生計配偶者」に該当する場合には、障害者控除分の加算可。
  - 源泉控除対象配偶者の所得要件は、配偶者の合計所得金額95万円以下（2018・2019年分は、85万円以下）で、納税者本人の合計所得金額900万円以下（2020年分以後、夫婦相互間での適用申告不可）。
  - 同一生計配偶者の所得要件は、配偶者の合計所得金額58万円以下（2020～2024年分は、48万円以下）。
- 事実婚、内縁の者は控除の対象にならない[4]。
- 事業専従者になると、専従者給与・専従者控除を自己否認しても、控除を受けられない。
- 配偶者の死亡した年に限り、所得・扶養等の要件次第で、配偶者控除と寡婦控除・ひとり親控除を同時に受けられる場合がある。なお、その年に納税者が再婚しても、2人分の控除は認められない。
- 2016年分以後は、非居住者である配偶者について配偶者控除等を受ける場合には、一定の親族関係書類と送金関係書類の提出等が必要とされる[5]。

## 他の配偶者控除
- 相続税には、「配偶者の税額軽減」（相続税の配偶者控除）という税額控除がある。

遺産分割などで実際に配偶者の取得した遺産（仮装又は隠蔽されていたものは含まれない）が法定相続分の範囲内の場合、又はたとえ法定相続分を超えても1億6,000万円の範囲内の場合には、配偶者の相続税は基本的に無しになる。また、無税の範囲を超えた場合には、超えた分に対して所定の相続税がかかる。
- 贈与税には、「贈与税の配偶者控除」という控除制度がある。

婚姻期間が20年以上の夫婦間で、居住用不動産又は居住用不動産を取得するための金銭の贈与があった場合には、基礎控除110万円の外最大2,000万円の控除ができる。